# Solliciteur général (Angleterre-et-Galles)
Pour les articles homonymes, voir Avocat général.
Le solliciteur général de Sa Majesté pour la juridiction d’Angleterre-et-Galles (His Majesty’s Solicitor General for England and Wales en anglais), plus couramment appelé solliciteur général (Solicitor General en anglais) est l’un des officiers de justice de la Couronne. Le poste est souvent tenu par un barrister.
Avec le procureur général (dit Attorney General), il est responsable du Bureau du procureur général. En son absence, il exerce le pouvoir du procureur général, servant ainsi de conseiller juridique en chef de la Couronne et du gouvernement dans la juridiction d’Angleterre-et-Galles. L'actuelle solliciteuse générale est Lucy Rigby, depuis le 2 décembre 2024.
Il existe aussi, dans le Gouvernement écossais, un avocat général (dit Advocate General), qui seconde le lord-avocat (dit Lord Advocate).
Le solliciteur général du cabinet fantôme exerce la fonction similaire au sein du cabinet fantôme de l’opposition officielle.

## Historique
Jusqu’en 1967, le solliciteur général est actif dans la juridiction légale d’« Angleterre » (England en anglais), territoire incluant à la fois l’Angleterre, le pays de Galles ainsi que Berwick-upon-Tweed au sens du Wales and Berwick Act 1746 (en). À ce titre, il est également appelé « solliciteur général pour l’Angleterre » (Solicitor General for England en anglais).
À la suite du Welsh Language Act 1967 (en), une nouvelle juridiction légale, celle d’« Angleterre-et-Galles » (England and Wales en anglais), également dite « Galles-et-Angleterre » (Cymru a Lloegr en gallois), est créée. Depuis lors, la qualité est altérée en « solliciteur général pour la juridiction d’Angleterre-et-Galles » (Solicitor General for England and Wales en anglais).
La première femme à exercer la fonction est Harriet Harman, en 2001.

## Fonctions
Le solliciteur général seconde le procureur général au Bureau du procureur général, et exerce ses fonctions en son absence.

## Liste des solliciteurs généraux

### XVesiècle
incomplet
- Richard Fowler 1461-1470
- Richard Page 1470-1483
- Thomas Lynom 1483-1485
- Andrew Dimmock 1485-1503

### XVIesiècle
- Thomas Lucas 1503-1507
- John Ernley 1507-1514
- John Port 1514-1521
- Richard Lyster 1521-1525
- Christopher Hales 1525-1531
- Baldwin Mallet 1531-1533
- Richard Rich 1533-1536
- William Whorwood 1536-1540
- Henry Bradshaw 1540-1545
- Edward Griffin 1545-1552
- John Gosnel 1552-1553
- William Cordell 1553-1557
- Richard Weston 1557-1559
- William Rosewell 1559-1566
- Richard Onslow 1566-1569
- Sir Thomas Bromley 1569-1579
- Sir John Popham 1579-1581
- Sir Thomas Egerton 1581-1592
- Sir Edward Coke 1592-1594
- Thomas Fleming 1595-1604

### XVIIesiècle
- Sir John Doderidge 1604-1607
- Sir Francis Bacon 1607-1613
- Henry Yelverton 1613-1617
- Sir Thomas Coventry 1617-1621
- Robert Heath 1621-1625
- Sir Richard Sheldon 1625-1634
- Sir Edward Littleton 1634-1640
- Sir Edward Herbert 1640-1641
- Oliver St John 1641-1643 (continued to 1648 under parliament)
- Sir Thomas Gardiner 1643-1645
- Sir Geoffrey Palmer 1645-1649
- Edmund Prideaux 1648-1649
- John Cooke 1649-1650
- Robert Reynolds 1650-1654
- William Ellis 1654-1660
- Sir Heneage Finch 1660-1670
- Sir Edward Turnor 1670-1671
- Sir Francis North 1671-1673
- Sir William Jones 1673-1674
- Sir Francis Winnington 1674-1679
- Heneage Finch 1679-1686
- Sir Thomas Powis 1686-1687
- Sir William Williams 1687-1689
- Sir George Treby 1689
- Sir John Somers 1689-1692
- Sir Thomas Trevor 1692-1695
- Sir John Hawles 1695-1702

### XVIIIesiècle
- Sir Simon Harcourt 1702-1707
- Sir James Montagu 1707-1708
- Robert Eyre 1708-1710
- Sir Robert Raymond 1710-1714
- Nicholas Lechmere 1714-1715
- John Fortescue Aland 1715-1717
- Sir William Thomson 1717-1720
- Sir Philip Yorke 1720-1724
- Sir Clement Wearg 1724-1725
- Charles Talbot 1726-1733
- Sir Dudley Ryder 1733-1737
- John Strange 1737-1742
- William Murray 1742-1754
- Sir Richard Lloyd 1754-1756
- Charles Yorke 1756-1762
- Sir Fletcher Norton 1762-1763
- William de Grey 1763-1766
- Edward Willes 1766-1768
- John Dunning 1768-1770
- Edward Thurlow 1770-1771
- Alexander Wedderburn 1771-1778
- James Wallace 1778-1780
- James Mansfield 1780-1782
- John Lee 1782
- Richard Pepper Arden 1782-1783
- John Lee 1783
- James Mansfield 1783
- Richard Pepper Arden 1783-1784
- Archibald Macdonald 1784-1788
- Sir John Scott 1788-1793
- Sir John Mitford 1793-1799
- Sir William Grant 1799-1801

### XIXesiècle
- Spencer Perceval (1801-1802)
- Sir Thomas Manners-Sutton (1802-1805)
- Sir Vicary Gibbs (1805-1806)
- Sir Samuel Romilly (1806-1807)
- Sir Thomas Plumer (1807-1812)
- Sir William Garrow (1812-1813)
- Sir Robert Charles Dallas (1813)
- Sir Samuel Shepherd (1813-1817)
- Sir Robert Gifford (1817-1819)
- Sir John Singleton Copley (1819-1824)
- Sir Charles Wetherell (1824-1826)
- Sir Nicholas Conyngham Tindal (1826-1829)
- Sir Edward Sugden (1829-1830)
- Sir William Horne (1830-1832)
- Sir John Campbell (1832-1834)
- Sir Charles Pepys (1834)
- Sir Robert Rolfe (1834)
- William Webb Follett (1834-1835)
- Robert Rolfe (1835-1839)
- Sir Thomas Wilde (1839-1841)
- Sir William Webb Follett (1841-1844)
- Sir Frédéric Thesiger (1844-1845)
- Sir Fitzroy Kelly (1845-1846)
- John Jervis (1846)
- Sir David Dundas (1846-1848)
- Sir John Romilly (1848-1850)
- Sir Alexander Cockburn (1850-1851)
- Sir William Page Wood (1851-1852)
- Sir Fitzroy Kelly (1852)
- Sir Richard Bethell (1852-1856)
- James Stuart-Wortley (1856-1857)
- Henry Singer Keating (1857-1858)
- Sir Hugh McCalmont Cairns (1858-1859)
- Henry Singer Keating (1859)
- Sir William Atherton (1859-1861)
- Sir Roundell Palmer (1861-1863)
- Sir Robert Collier (1863-1866)
- Sir William Bovill (1866)
- Sir John Burgess Karslake (1866-1867)
- Sir Charles Jasper Selwyn (1867-1868)
- Sir William Baliol Brett (1868)
- Sir Richard Baggallay (1868)
- Sir John Duke Coleridge (1868-1871)
- Sir George Jessel (1871-1873)
- Sir Henry James (1873)
- Sir William Vernon Harcourt (1873-1874)
- Sir Richard Baggallay (1874)
- Sir John Holker (1874-1875)
- Sir Hardinge Giffard (1875-1880)
- Sir Farrer Herschell (1880-1885)
- Sir John Eldon Gorst (1885-1886)
- Sir Horace Davey (1886)
- Sir Edward George Clarke (1886-1892)
- Sir John Rigby (1892-1894)
- Sir Robert Threshie Reid (1894)
- Sir Frank Lockwood (1894-1895)
- Sir Robert Finlay (1895-1900)

### XXesiècle
- Sir Edward Carson (7 mai 1900 - 4 décembre 1905)
- Sir William Robson (12 décembre 1905 - 28 janvier 1908)
- Sir Samuel Evans (28 janvier 1908 - 6 mars 1910)
- Sir Rufus Isaacs (6 mars 1910 - 7 octobre 1910)
- Sir John Simon (7 octobre 1910 - 19 octobre 1913)
- Sir Stanley Buckmaster (19 octobre 1913 - 2 juin 1915)
- Sir F. E. Smith (2 juin 1915 - 8 novembre 1915)
- Sir George Cave (8 novembre 1915 - 10 décembre 1916)
- Sir Gordon Hewart (10 décembre 1916 - 10 janvier 1919)
- Sir Ernest Pollock (10 janvier 1919 - 6 mars 1922)
- Sir Leslie Scott (6 mars 1922 - 19 octobre 1922)
- Sir Thomas Inskip (31 octobre 1922 - 22 janvier 1924)
- Sir Henry Slesser (23 janvier 1924 - 3 novembre 1924)
- Sir Thomas Inskip (11 novembre 1924 - 28 mars 1928)
- Sir Boyd Merriman (28 mars 1928 - 5 juin 1929)
- Sir James Melville (7 juin 1929 -22 octobre 1930)
- Sir Stafford Cripps (22 octobre 1930 - 24 août 1931)
- Sir Thomas Inskip (3 septembre 1931 - 26 janvier 1932)
- Sir Boyd Merriman (26 janvier 1932 - 29 septembre 1933)
- Sir Donald Somervell (29 septembre 1933 - 19 mars 1936)
- Sir Terence O'Connor (19 mars 1936 - 7 mai 1940) (mort en fonction)
- Sir William Jowitt (15 mai 1940 - 4 mars 1942)
- Sir David Maxwell Fyfe (4 mars 1942 - 25 mai 1945)
- Sir Walter Monckton (25 mai 1945 - 26 juillet 1945)
- Sir Frank Soskice (4 août 1945 - 24 avril 1951)
- Sir Lynn Ungoed-Thomas (24 avril 1951 - 26 octobre 1951)
- Sir Reginald Manningham-Buller (3 novembre 1951 - 18 octobre 1954)
- Sir Harry Hylton-Foster (18 octobre 1954 - 22 octobre 1959)
- Sir Jack Simon (22 octobre 1959 - 8 février 1962)
- Sir John Hobson (8 février 1962 - 19 juillet 1962)
- Sir Peter Rawlinson (19 juillet 1962 - 16 octobre 1964)
- Sir Dingle Foot (18 octobre 1964 - 24 août 1967)
- Sir Arthur Irvine (24 août 1967 - 19 juin 1970)
- Sir Geoffrey Howe (23 juin 1970 - 5 novembre 1972)
- Sir Michael Havers (5 novembre 1972 - 4 mars 1974)
- Peter Archer (7 mars 1974 - 4 mai 1979)
- Sir Ian Percival (5 mai 1979 - 13 juin 1983)
- Sir Patrick Mayhew (13 juin 1983 - 13 juin 1987)
- Sir Nicholas Lyell (13 juin 1987 - 15 avril 1992)
- Sir Derek Spencer (15 avril 1992 - 2 mai 1997)
- Lord Falconer of Thoroton (6 mai 1997 - 28 juillet 1998)
- Ross Cranston (28 juillet 1998 - 11 juin 2001)

### XXIesiècle
- Harriet Harman (11 juin 2001[2] -  10 mai 2005)
- Mike O'Brien (10 mai 2005[3] - 29 juin 2007)
- Vera Baird (29 juin 2007[4] - 11 mai 2010)
- Edward Garnier (13 mai 2010[5] - 4 septembre 2012)
- Oliver Heald (4 septembre 2012 - 15 juillet 2014)
- Robert Buckland (15 juillet 2014 - 9 mai 2019)
- Lucy Frazer (9 mai 2019 - 25 juillet 2019)
- Michael Ellis (26 juillet 2019 - 16 septembre 2021)
- Alex Chalk (16 septembre 2021 - 5 juillet 2022)
- Edward Timpson (7 juillet 2022 - 7 septembre 2022)
- Michael Tomlinson (7 septembre 2022-7 décembre 2023)
- Robert Courts (7 décembre 2023-5 juillet 2024)
- Sarah Sackman (9 juillet 2024 - 2 décembre 2024)
- Lucy Rigby (depuis le 2 décembre 2024)